# Zwarte doodgraver
De zwarte doodgraver (Nicrophorus humator) behoort tot de familie van de aaskevers (Silphidae). Hij komt voor in vochtige loofbossen. Hij vliegt ook op licht.

## Kenmerken
Volwassen exemplaren meten 15 tot 33 mm. Het lichaam, vooral de dekschilden (elytra) en het pronotum, is meestal zwart van kleur. Zeer zelden hebben de dieren bloedrode vlekken op de dekschilden en het voorhoofd. De dekschilden zijn iets korter dan de buik, waardoor het achterste deel ervan vrij blijft. Hij heeft oranje sprietknoppen.

## Levenswijze
Zoals alle aaskevers leeft deze soort van aas en gebruikt hij kadavers die hij begraaft als een plek om zijn eieren te leggen. Soms zijn de dieren ook op paddenstoelen te vinden.

## Voorkomen
De zwarte doodgraver komt voor in het Palearctisch gebied, met inbegrip van Noord-Afrika. Een fossiel van ongeveer 10.500 jaar geleden werd in 1962 beschreven door Pearson.